# Liste des présidents fédéraux d'Autriche
Cet article dresse la liste des présidents fédéraux d'Autriche de 1919 à 1938 et depuis 1945. Douze personnes ont exercé ou exercent la fonction de chef d'État depuis 1919. Parmi les onze dont le ou les mandats se sont achevés avant 2016, cinq sont décédées en cours de mandat.
Les premiers chefs d'État de la république d'Autriche allemande, à partir de 30 octobre 1918, sont les trois co-présidents de l' Assemblée provisoire de l'État : Franz Dinghofer, Johann Hauser et Karl Seitz. Le 5 mars 1919, l'Assemblée nationale élit Seitz à la fonction de nouveau président. Après l'entrée en vigueur de la loi constitutionnelle fédérale (Bundes-Verfassungsgesetz), l'Assemblée fédérale de la Première République élit le 9 décembre 1920 comme premier président fédéral Michael Hainisch. Son successeur Wilhelm Miklas, élu le 10 décembre 1928, reste passif face aux violents conflits lors de la guerre civile autrichienne après le coup d'État d'Engelbert Dollfuss.
Pendant l'occupation de l'Autriche après la Seconde Guerre mondiale, le social-démocrate Karl Renner est élu premier président fédéral de la Seconde République le 20 décembre 1945. À la suite de sa mort, l'élection présidentielle de 1951 est la première réalisée au scrutin direct. 
L'actuel président fédéral est, depuis le 26 janvier 2017, Alexander Van der Bellen. 

## Première République (1919-1938)
| N° | Portrait         | Titulaire (Naissance-mort)   | Élection  | Mandat           | Mandat                   | Mandat                   | Parti politique | Parti politique | Notes |
| N° | Portrait         | Titulaire (Naissance-mort)   | Élection  | Début            | Fin                      | Durée                    | Parti politique | Parti politique | Notes |
| --- | ---------------- | ---------------------------- | --------- | ---------------- | ------------------------ | ------------------------ | --------------- | --------------- | --- |
| 1 | Karl Seitz       | Karl Seitz (1869-1950)       | 1919      | 5 mars 1919      | 9 décembre 1920          | 1 an, 9 mois et 4 jours  |                 | SDAP            | Président de l'Assemblée nationale constituante de la République d'Autriche allemande du 5 mars au 21 octobre 1919, puis président de l'Assemblée nationale constituante de la République d'Autriche du 21 octobre 1919 au 1er novembre 1920. Enfin, il devient président fédéral d'Autriche par intérim du 1er novembre au 9 décembre 1920. |
| 2 | Michael Hainisch | Michael Hainisch (1858-1940) | 1920 1924 | 9 décembre 1920  | 10 décembre 1928         | 8 ans et 1 jour          |                 | Indépendant     | Élu en 1920 puis réélu en 1924. Il refuse de se représenter pour un troisième mandat malgré la proposition des principaux partis politiques de modifier la Constitution pour cela. |
| 3 | Wilhelm Miklas   | Wilhelm Miklas (1872-1956)   | 1928 1934 | 10 décembre 1928 | 13 mars 1938 (démission) | 9 ans, 3 mois et 3 jours |                 | CS              | Élu en 1928 puis réélu en 1934. Il démissionne face à l'Anschluss en 1938. |
| Conformément à la Constitution, le chancelier fédéral, Arthur Seyss-Inquart assure l'intérim moins d'un jour. Celui-ci s'efface devant Adolf Hitler jusqu'à la fin de la période de l'Autriche sous le nazisme. |                  |                              |           |                  |                          |                          |                 |                 | |

## Seconde République (depuis 1945)
| N° | Portrait                 | Titulaire (Naissance-mort)            | Élection  | Mandat          | Mandat                              | Mandat                      | Parti politique | Parti politique | Notes |
| N° | Portrait                 | Titulaire (Naissance-mort)            | Élection  | Début           | Fin                                 | Durée                       | Parti politique | Parti politique | Notes |
| --- | ------------------------ | ------------------------------------- | --------- | --------------- | ----------------------------------- | --------------------------- | --------------- | --------------- | --- |
| 4 | Karl Renner              | Karl Renner (1870-1950)               | 1945      | 29 avril 1945   | 31 décembre 1950 (mort en fonction) | 5 ans, 8 mois et 2 jours    |                 | SPÖ             | Premier président de l'Autriche depuis la chute du Troisième Reich, il exerce la fonction par intérim en tant que chancelier fédéral jusqu'au 20 décembre 1945 avec son élection par l'Assemblée fédérale. Il meurt en 1950 pendant son mandat. |
| Conformément à la Constitution, le chancelier fédéral, Leopold Figl assure l'intérim du 31 décembre 1950 au 21 juin 1951.                                                                 |                          |                                       |           |                 |                                     |                             |                 |                 | |
| 5 | Theodor Körner           | Theodor Körner (1873-1957)            | 1951      | 21 juin 1951    | 4 janvier 1957 (mort en fonction)   | 5 ans, 6 mois et 14 jours   |                 | SPÖ             | Premier président élu au suffrage universel en 1951, l'Autriche adopte la loi pour la neutralité perpétuelle sous sa présidence. Il meurt en 1957 pendant son mandat.                                                                           |
| Conformément à la Constitution, le chancelier fédéral, Julius Raab assure l'intérim du 4 janvier au 22 mai 1957.                                                                          |                          |                                       |           |                 |                                     |                             |                 |                 | |
| 6 | Adolf Schärf             | Adolf Schärf (1890-1965)              | 1957 1963 | 22 mai 1957     | 28 février 1965 (mort en fonction)  | 7 ans, 9 mois et 6 jours    |                 | SPÖ             | Élu en 1957, il est en 1963 le premier président d'après-guerre réélu. Il meurt en 1965 pendant son mandat. |
| Conformément à la Constitution, le chancelier fédéral, Josef Klaus assure l'intérim du 28 février au 9 juin 1965.                                                                         |                          |                                       |           |                 |                                     |                             |                 |                 | |
| 7 | Franz Jonas              | Franz Jonas (1899-1974)               | 1965 1971 | 9 juin 1965     | 24 avril 1974 (mort en fonction)    | 8 ans, 10 mois et 15 jours  |                 | SPÖ             | Élu en 1965 puis réélu en 1971. Sous sa présidence, le SPÖ avec à sa tête Bruno Kreisky accède à la chancellerie fédérale en 1970, une première sous la Deuxième République. Il meurt en 1974 pendant son mandat.                               |
| Conformément à la Constitution, le chancelier fédéral, Bruno Kreisky assure l'intérim du 24 avril au 8 juillet 1974.                                                                      |                          |                                       |           |                 |                                     |                             |                 |                 | |
| 8 | Rudolf Kirchschläger     | Rudolf Kirchschläger (1915-2000)      | 1974 1980 | 8 juillet 1974  | 8 juillet 1986                      | 12 ans                      |                 | Indépendant     | Élu en 1965, il est réélu en 1980 avec près de 80% des voix soit le taux le plus élevé lors d'une présidentielle en Autriche. |
| 9 | Kurt Waldheim            | Kurt Waldheim (1918-2007)             | 1986      | 8 juillet 1986  | 8 juillet 1992                      | 6 ans                       |                 | ÖVP             | Premier président issu du Parti populaire autrichien à être élu en 1986. Il ne représente pas pour un second mandat à la suite de révélation sur son passé nazi.                                                                                |
| 10 | Thomas Klestil           | Thomas Klestil (1932-2004)            | 1992 1998 | 8 juillet 1992  | 6 juillet 2004 (mort en fonction)   | 11 ans, 11 mois et 28 jours |                 | ÖVP             | Élu en 1992 puis réélu en 1998. Il meurt en 2004, deux jours avant le terme de son deuxième mandat. |
| Conformément à la Constitution, les présidents du Conseil national, Andreas Khol, Barbara Prammer et Thomas Prinzhorn, assurent collégialement l'intérim du 6 au 8 juillet 2004.          |                          |                                       |           |                 |                                     |                             |                 |                 | |
| 11 | Heinz Fischer            | Heinz Fischer (né en 1938)            | 2004 2010 | 8 juillet 2004  | 8 juillet 2016                      | 12 ans                      |                 | SPÖ             | Élu en 2004 puis réélu en 2010. Bénéficiant d'une large popularité durant sa présidence, il quitte sa fonction en 2016 sans successeur du fait de l'annulation du second tour de l'élection présidentielle.                                     |
| Conformément à la Constitution, les présidents du Conseil national, Doris Bures, Karlheinz Kopf et Norbert Hofer, assurent collégialement l'intérim du 8 juillet 2016 au 26 janvier 2017. |                          |                                       |           |                 |                                     |                             |                 |                 | |
| 12 | Alexander Van der Bellen | Alexander Van der Bellen (né en 1944) | 2016 2022 | 26 janvier 2017 | en cours                            | 8 ans, 2 mois et 20 jours   |                 | GRÜNE           | Élu en décembre 2016 dans un second tour réorganisé après l'annulation de son élection en juillet 2016 du fait d'irrégularités. Il est largement réélu en 2022.                                                                                 |